# Apple Watch Ultra
L'Apple Watch Ultra (pubblicizzato come  WATCH Ultra) è uno smartwatch di Apple, progettato per usi avanzati e professionali. È stato annunciato il 7 settembre 2022 durante un evento speciale Apple. Sono disponibili all’acquisto dal 23 settembre 2022.

## Novità
Nel 2022 Apple introduce una linea di Apple Watch pensata appositamente per un uso intenso e professionale, sia per le immersioni che per gli usi in ambiti extraurbani ed estremi.
Le novità esclusive di questa linea di Apple Watch sono:
- Una cassa in titanio rinforzata, capace di coprire pure in buona parte la digital crown (più larga e con una zigrinatura più pronunciata);
- Un ulteriore tasto Azione laterale personalizzabile per eseguire svariate azioni, di colore arancione internazionale;
- uno schermo da 49mm di diagonale capace di visualizzare ulteriori informazioni, con una luminosità di picco di 2000 nit;
- Un profondimetro, un apposito sensore per la misurazione della temperatura dell'acqua, l'app  e la certificazione EN13319 (resistenza all'acqua fino a 100 metri di profondità), il tutto per rendere il Watch Ultra utile alle immersioni anche molto profonde;
- Una sirena, che permette di emettere un suono di 86 decibel ben udibile fino a 180 metri di distanza;
- App appositamente progettate, come Oceanic+ e Profondità;
- Una batteria di capacità quasi doppia rispetto agli Apple Watch normali.

## Apple Watch Ultra 2
Nel settembre 2023 viene presentata una versione aggiornata del Watch Ultra, che introduce il gesto doppio tap (introdotto anche nel Watch Series 9) e uno schermo capace di arrivare fino a 3000 nit di luminosità di picco.